# Los Reyes Magos
Los Reyes Magos és una pel·lícula animada espanyola de 2003, dirigida per Antonio Navarro.

## Argument
Judea, dies abans del naixement del Messies sota la dominació de l'Àguila Imperial Romana. Herodes, ajudat per Belial, el seu fidel conseller i Bruixot, exerceix el poder de manera tirànica amb l'obsessió de demostrar els seus drets sobre un tron que ha usurpat. Però alguna cosa està a punt d'ocórrer... Melcior, Gaspar i Baltasar, tres homes amb poders en les arts de la màgia, han estat buscant durant anys un senyal que els indiqui quan i on canviarà el curs de la història. Per fi, ha arribat el moment. Guiats per una nova estrella, els tres mags uniran els seus poders i la seva saviesa per a afrontar l'amenaça d'Herodes i trobar abans que ell els Atributs Reials destinats a reconèixer la reialesa suprema del Rei de Reis. Aquesta missió els portarà a emprendre un viatge ple d'aventures al final del qual els tres Reis Mags aconseguiran aconseguir nous poders.

## Personatges
- Melcior: eixelebrat, inquiet, absurd. Apareix retratat com un ancià entranyable i rabassut al qual se li obliden les coses que es disposa a fer i la distracció de les quals li fa canviar l'ordre de les paraules quan parla.
- Gaspar: és un personatge sobri i moderat, d'exquisides formes i impecables modals. Alguna cosa així com un professor sever i seriós, equilibrat, que mai es permet relliscades.
- Baltasar: és un guerrer mític, valent, poderós, superb, gairebé tribal, un lluitador invencible capaç de veure el cor de les persones .
- Jimmy: nen curiós que, al no rebre un regal de Nadal, es topa amb Alfredo per a escoltar la història sobre els Reis Mags.
- Alfredo: amo d'un bar que li conta a Jimmy la història sobre els Reis Mags
- Tobías: fill d'un General que servia a Herodes, i s'uneix als Mags en el seu viatge.
- Sara: dona que, en intentar rebel·lar-se a Herodes, s'uneix als Mags en el seu viatge.
- Baruc: home savi i pacífic que li dona als Mags la seva missió.

- Ángel de Foc: Guardià del Temple de les estrelles. És intel·ligent i carismàtic, que li dona la segona prova als Reis Mags.

- Estrella de David: una Entitat Poderosa que ajuda als mags en la seva travessia.

Vilans
- Belial: un Dimoni de l'Infern que es va tornar bruixot per a aconsellar a Herodes i que té com a objectiu obtenir els tresors reals per a així dominar el món.

- Herodes: Rei de la Judea que, en tenir un comportament infantil, impacient i que es creu superior als altres, és com un sequaç de Belial.

- Ajudants de Belial: són persones capaces d'usar màgia maligna per a transformar-se en llops.

## Comentari
Una pel·lícula divertida i agradable, simpàtica per a veure amb els més petits de la casa per Nadal. Una mostra del començament de les grans pel·lícules d'animació espanyola.

## Recepció
la pel·lícula va ser vista per més de 500.000 espectadors sent la 7è mes vista de la Naviadad de 2003-04.
El 2004 va ser nominada als Premis Goya com a Millor Pel·lícula d'Animació.
A l'any següent va començar la seva distribució en 49 paises.
en 2006 va ser estrenada en els Estats units distribuïda per Walt Disney Company.